# Windows App Studio
Windows App Studio, anteriorment Windows Phone App Studio és una aplicació web proporcionada per Microsoft pel desenvolupament de la Windows Store i la Windows Phone Store.
Permet que els nouvinguts a la programació d'ordinadors per crear programari per als sistemes operatius Windows i Windows Phone. Utilitza una interfície gràfica, el que permet als usuaris crear una aplicació que es pot executar en dispositius Windows Phone i Windows amb poca experiència, i es concentra principalment en aplicacions per a llocs web i fluxos de contingut. També permet als usuaris descarregar el codi font de les aplicacions per a les noves edicions en Visual Studio. Els suports de Windows App Studio són de TouchDevelop, i es pot utilitzar per desenvolupar aplicacions universals. Algunes de les seves característiques inclou un Assistent Logotip i Imatge, plantilles de temes personalitzables, i pot recollir el contingut de llocs com YouTube, Flickr i Facebook. El servei funciona només per a aquells amb un compte de Microsoft i és totalment gratuïta.
El 27 de maig de 2015 Microsoft va afegir suport per a les aplicacions de Windows 10 i incloïa funcions noves com ara l'actualització de les rajoles dinàmiques, Xbox Music Data Sourcing, Bing Maps, i les anàlisis d'aplicacions sobre la freqüència amb què s'obre una aplicació, es bloqueja i les utilitza els usuaris que l'hagin instal·lat. El març de 2016, Microsoft va llançar Windows App Studio Installer  per als dispositius Windows 10 i Windows 10 Mobile que permet als desenvolupadors instal·lar i provar aplicacions desenvolupades a Windows App Studio, i generar i escanejar un codi QR associats a l'enllaç de descàrrega de les seves aplicacions.
El juny de 2017, Microsoft va anunciar que tancarien el servei l'1 de desembre.